# Words of Wisdom and Hope
Words of Wisdom and Hope è un album in studio collaborativo del gruppo musicale britannico Teenage Fanclub e del musicista statunitense Jad Fair, pubblicato nel 2002.

## Tracce
1. Behold the Miracle – 3:47
2. I Feel Fine – 3:28
3. Near to You – 4:13
4. Smile – 4:48
5. Crush on You – 7:07
6. Love Will Conquer – 6:36
7. Power of Your Tenderness – 3:57
8. Vampire's Claw – 3:45
9. Secret Heart – 2:37
10. You Rock – 5:36
11. Love's Taken Over – 4:01
12. Good Thing – 3:23